# Billy Elliot
Billy Elliot – brytyjsko-francuski dramat obyczajowy z 2000 roku w reżyserii Stephena Daldry'ego.
Film opowiada historię 11-letniego Billy’ego Elliota, wychowującego się w rodzinie górniczej w burzliwych latach 80. na prowincji Wielkiej Brytanii, który marzy o występowaniu w balecie, wbrew rodzinie. Film jest inspirowany częściowo historią tancerza Philipa Mosleya.

## Produkcja
Zdjęcia do filmu kręcono w Anglii w następujących lokalizacjach:
- Easington Colliery i Dawdon (hrabstwo Durham) - jako fikcyjne miasteczko Everington;
- Ellington i Lynemouth (Northumberland) - sceny w kopalniach;
- Tees Transporter Bridge - most nad rzeką Tees na granicy hrabstw Durham i North Yorkshire;
- nowy zamek w Wardour (Wiltshire) - jako londyńska Królewska Szkoła Baletowa;
- Londyn (wnętrza hali sportowej w dzielnicy Hanwell; Theatre Royal Haymarket w ostatnich scenach)[1].

## Obsada
- Jamie Bell – Billy Elliot
- Julie Walters – pani Wilkinson
- Gary Lewis – ojciec
- Jamie Draven – Tony
- Jean Heywood – Babcia
- Mike Elliot – George Watson
- Stuart Wells – Michael
- Billy Fane – pan Braithwaite
- Nicola Blackwell – Debbie
- Carol McGuigan – bibliotekarka
- Joe Renton – Gary Poulson
- Colin MacLachlan – pan Wilkinson
- Janine Birkett – matka Billy’ego
- Charlie Hardwick – Sheila Briggs
- Trevor Fox – PC Jeff Peverly
- Matthew Thomas – Simon
- Denny Ferguson – górnik
- Petra Siniawski – nauczycielka
- Merelina Kendall – sekretarka
- Adam Cooper – 25-letni Billy

## Fabuła
Wielka Brytania około 1984 roku, trwa kryzys ekonomiczny, strajki górnicze. 11-letni Billy (Jamie Bell) trenuje boks. Przypadkowo trafia na zajęcia kółka baletowego i niespodziewanie odkrywa w magicznym ruchu ciał coś, co przykuwa jego uwagę i rozbudza wyobraźnię. Wkrótce chłopiec zamienia rękawice bokserskie na strój baletowy i wbrew woli ojca zaczyna uczęszczać na lekcje u pani Wilkinson (Julie Walters). Ta nieco ekscentryczna nauczycielka tańca okiem znawczyni dostrzega drzemiący w Billym potencjał. Jednak chłopiec musi ukrywać przed swoim ojcem i bratem udział w zajęciach baletowych, którzy jako prości górnicy nie rozumieją, jak wielki talent drzemie w chłopcu. Wkrótce jednak mężczyźni odkrywają, że pieniądze przeznaczone na lekcje boksu Billy przeznacza na zupełnie niemęskie, według nich, zajęcie. Zakaz uczestniczenia w zajęciach baletowych i pogarszający się stan zdrowia babki Billy’ego, sprawiają, że Billy traci oparcie. Musi przełamać kulturowe stereotypy i rodzinne uprzedzenia.
Jednak pani Wilkinson wiedziona swoim przeczuciem o nieprzeciętnych uzdolnieniach chłopca nie daje za wygraną – przekonuje Billy’ego, aby zgodził się na bezpłatne, prywatne lekcje. Chce również, aby chłopiec wziął udział w przesłuchaniach wstępnych do Szkoły Baletowej. Jednak ciąg nieszczęśliwych wypadków sprawia, że w dniu przesłuchania chłopiec nie może opuścić miasteczka, czego powodem jest starcie Tony’ego z policją. Biorąc sprawy w swoje ręce Wilkinson składa wizytę w domu Billy’ego, starając się uświadomić jego najbliższym jak wielką szansą jest dla chłopca balet. Niestety, wizyta o mały włos nie kończy się tragicznie, a Billy czuje się nieszczęśliwy i upokorzony.
Chcąc dać upust swym uczuciom, Billy zapamiętuje się w tańcu, dając popis, którego jedynym widzem jest przyjaciel Michael. Przez przypadek balet w jego wykonaniu obserwuje także ojciec, który nie może oderwać od syna wzroku, przykuty siłą jego ruchu i ekspresji. Widząc przed sobą tak wielki talent, postanawia za wszelką cenę umożliwić jednak synowi ponowne przystąpienie do przesłuchań kwalifikacyjnych w Londynie. Wspierany finansowo przez innych górników udaje się w końcu wraz z Billym na przesłuchania do prestiżowej Royal Ballet School.
Film kończy się sceną w której ojciec, brat Billy’ego i Michael przychodzą zobaczyć go już jako dorosłego tancerza baletowego w przedstawieniu Jeziora łabędziego w choreografii Matthew Bourne’a.

## Twórcy filmu
- Reżyseria: Stephen Daldry
- Scenariusz: Lee Hall
- Scenografia: Maria Djurkovic
- Montaż: John Wilson
- Kostiumy: Stewart Meachem
- Zdjęcia: Brian Tufano
- Muzyka: Stephen Warbeck
- Producent wykonawczy: Charles Brand, Tessa Ross, David Thompson, Natascha Wharton
- Casting: Jina Jay
- Dekoracja wnętrz: Tatiana Lund
- Dyrektor artystyczny: Adam O’Neill

## Nagrody
Film otrzymał 56 nagród, m.in. BAFTA, Europejska Nagroda Filmowa – Felix, był nominowany do 54 nagród, w tym do 3 Oscarów w 2000 roku.
- 2001 – Julie Walters, BAFTA najlepsza drugoplanowa rola kobieca
- 2001 – Stephen Daldry, BAFTA najlepszy film
- 2001 – Jamie Bell, Nagroda Młodych Artystów najlepszy aktor
- 2001 – Jamie Bell, BAFTA najlepszy aktor
- 2001 – Stephen Daldry, Amanda najlepszy film zagraniczny
- 2001 – Greg Brenman, BAFTA nagroda im. Aleksandra Kordy za najlepszy brytyjski film roku
- 2001 – Stephen Daldry, BAFTA nagroda im. Aleksandra Kordy za najlepszy brytyjski film roku
- 2000 – Julie Walters, Feliks, najlepsza aktorka
- 2000 – Stephen Daldry, Nagroda Jury MFF São Paulo

### Nominacje
- 2002 – Stephen Daldry, (nominacja) Czeski Lew najlepszy film zagraniczny
- 2001 – Julie Walters, (nominacja) Oscar najlepsza aktorka drugoplanowa
- 2001 – Julie Walters, (nominacja) Złoty Glob najlepsza drugoplanowa rola kobieca
- 2001 – Stephen Daldry, (nominacja) Oscar najlepszy reżyser
- 2001 – Stephen Daldry, (nominacja) BAFTA najlepszy reżyser
- 2001 – Stephen Daldry, (nominacja) César najlepszy film zagraniczny
- 2001 – Lee Hall, (nominacja) Oscar najlepszy scenariusz oryginalny
- 2001 – Brian Tufano, (nominacja) BAFTA najlepsze zdjęcia
- 2001 – Lee Hall, (nominacja) BAFTA najlepszy scenariusz oryginalny
- 2001 – Gary Lewis, (nominacja) BAFTA najlepszy aktor drugoplanowy
- 2001 (nominacja) – Złoty Glob najlepszy dramat
- 2001 – Tessa Ross, (nominacja) Nagroda Australijskiego Instytutu Filmowego najlepszy film zagraniczny
- 2001 – David M. Thompson, (nominacja) Nagroda Australijskiego Instytutu Filmowego najlepszy film zagraniczny
- 2001 – Natascha Wharton, (nominacja) Nagroda Australijskiego Instytutu Filmowego najlepszy film zagraniczny
- 2001 – John Wilson, (nominacja) BAFTA najlepszy montaż
- 2001 – Greg Brenman, (nominacja) BAFTA najlepszy film
- 2001 (nominacja) – BAFTA najlepszy dźwięk
- 2000 – Jamie Bell, (nominacja) Feliks, najlepszy aktor

## Muzyka
Na ścieżce muzycznej filmu pojawiają się znane przeboje muzyki rockowej i punkrockowej:
- „Cosmic Dancer” – T. Rex
- „Get It On” – T. Rex
- „Town Called Malice” – The Jam
- „I Love To Boogie” – T. Rex
- „London Calling” – The Clash
- „Children Of The Revolution” – T. Rex
- „Shout To The Top” – The Style Council
- „Walls Come Tumbling Down” – The Style Council
- „Ride A White Swan” – T. Rex

## Musical
W 2005 roku na West Endzie wystawiono musical na podstawie filmu z muzyką oryginalną Eltona Johna z librettem Lee Halla, w reżyserii  Stephena Daldry. Wystawiany prawie 9 lat doczekał się kilkunastu przeniesień na inne sceny, w tym do Polski.